# Gran Premi d'Europa del 1996
El Gran Premi d'Europa de la temporada 1996 va ser disputat el 28 d'abril de 1996 al circuit de Nürburgring.

## Resultats de la cursa
| Posició | Número | Pilot                 | Equip                 | Voltes | Temps/ retirada   | Posició de sortida | Punts |
| ------- | ------ | --------------------- | --------------------- | ------ | ----------------- | ------------------ | ----- |
| 1       | 6      | Jacques Villeneuve    | Williams - Renault    | 67     | 1h 33' 26,4"      | 2                  | 10    |
| 2       | 1      | Michael Schumacher    | Ferrari               | 67     | + 0,762 "         | 3                  | 6     |
| 3       | 8      | David Coulthard       | McLaren - Mercedes    | 67     | + 32,834 "        | 6                  | 4     |
| 4       | 5      | Damon Hill            | Williams - Renault    | 67     | + 33.511 s        | 1                  | 3     |
| 5       | 11     | Rubens Barrichello    | Jordan - Peugeot      | 67     | + 33.713 s        | 5                  | 2     |
| 6       | 12     | Martin Brundle        | Jordan - Peugeot      | 67     | + 55.567 s        | 11                 | 1     |
| 7       | 14     | Johnny Herbert        | Sauber - Ford         | 67     | + 1' 18. 027 min. | 12                 |       |
| 8       | 7      | Mika Häkkinen         | McLaren - Mercedes    | 67     | + 1' 18. 438 min. | 9                  |       |
| 9       | 4      | Gerhard Berger        | Benetton - Renault    | 67     | + 1' 21. 061 min. | 8                  |       |
| 10      | 10     | Pedro Diniz           | Prost - Mugen - Honda | 66     | + 1 Volta         | 17                 |       |
| 11      | 16     | Ricardo Rosset        | Footwork - Hart       | 65     | + 2 Voltes        | 20                 |       |
| 12      | 20     | Pedro Lamy            | Minardi - Ford        | 65     | + 2 Voltes        | 19                 |       |
| 13      | 21     | Giancarlo Fisichella  | Minardi - Ford        | 65     | + 2 Voltes        | 18                 |       |
| DSQ     | 19     | Mika Salo             | Tyrrell - Yamaha      | 66     | Desqualificat     | 14                 |       |
| Ret     | 18     | Ukyo Katayama         | Tyrrell - Yamaha      | 65     | Desqualificat     | 16                 |       |
| Ret     | 15     | Heinz-Harald Frentzen | Sauber - Ford         | 59     | Frens             | 10                 |       |
| Ret     | 17     | Jos Verstappen        | Footwork - Hart       | 38     | Motor             | 13                 |       |
| Ret     | 9      | Olivier Panis         | Prost - Mugen - Honda | 6      | Col·lisió         | 15                 |       |
| Retirat | 2      | Eddie Irvine          | Ferrari               | 6      | Part elèctrica    | 7                  |       |
| Retirat | 3      | Jean Alesi            | Benetton - Renault    | 1      | Col·lisió         | 4                  |       |
| NVC     | 23     | Andrea Montermini     | Forti F1 - Ford       |        | Norma del 107%    |                    |       |
| NVC     | 23     | Luca Badoer           | Forti F1 - Ford       |        | Norma del 107%    |                    |       |

## Altres
- Pole: Damon Hill 1' 18. 941
- Volta ràpida: Damon Hill 1' 21. 363 (a la volta 55)